# Werner Mantz
Werner Mantz, né le 28 avril 1901 à Cologne et mort le 12 mai 1983 à Eijsden, est un photographe allemand et néerlandais, connu principalement comme photographe d'architecture,.

## Biographie
Hermann Werner Mantz est le fils de Johannes Paul Mantz, commerçant à Cologne, ville où il effectue des études secondaires supérieures,. À l'âge de 14 ans, il prend ses premières photos à Cologne et dans le Pays de Berg. Il documente l'occupation de la Rhénanie par les forces alliées dans les mois qui suivent l'armistice du 11 novembre 1918. À ses débuts, il se servait d'un appareil Ernemann et d'un Kodak Brownie. En janvier 1920, il photographie les inondations dans la vieille ville de Cologne, et a l'idée de vendre ses photos sous forme de cartes postales,.
De 1920 à 1921, Mantz étudie à l'Académie d'État de la photographie de Munich sous la direction de Hans Spörl et il ouvre son premier studio photo dès 1921 dans l'appartement de ses parents au 46 Hohenstaufenring à Cologne.
Au cours des années suivantes, il réalise des portraits de la bourgeoisie locale et de personnalités politiques, scientifiques et artistiques. À partir de 1927, il utilise une chambre 18x24 cm. Il rejoint les Progressistes de Cologne (de), groupe d'artistes colonais formé d'adeptes des mouvements Dada, Stupid, constructiviste et de représentants de la Nouvelle objectivité, dont les peintres Anton Räderscheidt, Heinrich Maria Davringhausen et Ludwig Egidius Ronig, les photographes August Sander, Elfriede Stegemeyer (de) et Hannes Maria Flach (de), et l'architecte Wilhelm Riphahn (en). Il fait des clichés des œuvres de ses nouveaux amis, notamment de tableaux d'Anton Räderscheidt et Heinrich Hoerle et de la statue Eva de Josef Pabst (de) ; dans le même temps, Räderscheidt peint son portrait. Les portraits photographiques de Wilhelm Sollmann, Heinrich George, Anton Räderscheidt, Heinrich Hoerle, Franz Wilhelm Seiwert, Wilhelm Riphahn, Josef Pabst et du célèbre auteur-compositeur et chanteur Willi Ostermann (de) datent de cette époque. Encouragé par Wilhelm Riphahn, Mantz devient, avec Hugo Schmölz et Ruth Hallensleben (de), l'un des principaux photographes d'architecture moderne et d'industrie en Rhénanie. Avec August Sander, Hugo Schmölz, Eugen Coubillier (de), August Kreyenkamp (de) et quelques autres, il est membre de l'association Vereinigung Kölner Fachfotografen fondée en 1930, qui organise des expositions photographiques. En mai-juin 1931, il participe au XIIIe Salon international d'art photographique de Bruxelles.
Ressentant l'oppression grandissante de l'antisémitisme et du parti nazi, Werner Mantz, d'origine juive, ouvre en 1932 un studio secondaire dans la banlieue de Maastricht en association avec son ami de Cologne Karl Mergenbaum,, et fait de fréquents aller-retour de part et d'autre de la frontière. Après la nuit de Cristal, lui et ses parents quittent définitivement l'Allemagne, et il travaille à Maastricht avec Karl Mergenbaum dans un nouveau studio situé sur le Vrijthof dans le centre-ville.
De 1937 à 1938, Werner Mantz est occupé principalement par deux grandes commandes : d'une part, il a repris la documentation photographique des mines d'état du Limbourg, d'autre part, il documente la construction des routes dans cette province pour le compte de l'autorité provinciale des eaux.
En 1939, il épouse à Maastricht Margharetha Schmidt, de dix ans plus jeune que lui, dont il aura trois enfants.
Lorsque les commandes de photographies d'architecture deviennent plus rares, il se consacre à la photographie d'enfants et de communiantes, qu'il réalise toujours en lumière naturelle. En 1972, Mantz ferme son atelier du Vrijthof et se retire dans sa demeure du village d'Eijsden, où il meurt en 1983. Son épouse décède en 1999.
En tant que cinéaste amateur, Mantz a réalisé environ deux cents films entre 1926 et 1980, dont des enregistrements de célébrations de carnaval, de fêtes religieuses et de foires à Maastricht. Le reportage cinématographique qu'il a réalisé sur la libération de Maastricht en septembre 1944 est d'une importance historique.

## Photographe d'architecture
En plus de son premier travail de portraitiste, Werner Mantz est devenu un photographe du Neues Bauen et de la Nouvelle objectivité très recherché, et l'un des meilleurs photographes d'architecture  d'Allemagne. Il a principalement photographié des rues, des maisons (façades et intérieurs), divers bâtiments et des grands ensembles d'habitation, des usines et des constructions industrielles, des ponts et des routes, généralement vides de toute présence humaine, dans le style de la Nouvelle objectivité,,. Il a également réalisé des photos publicitaires pour des entreprises et des grands magasins.
Il a œuvré principalement à Cologne, qui devenait en Rhénanie la ville la plus représentative de l'architecture moderne. En 1925, dans un article du Rheinische Volkswacht, il soutient le bourgmestre Konrad Adenauer dans ses projets d'urbanisme. En 1926, il devient le photographe attitré de l'architecte Wilhelm Riphahn, qui avait également son bureau au 46 Hohenstaufenring. Le contact avec la société immobilière à but non lucratif Gemeinnützige Wohnungsgesellschaft AG GAG (de) qui est né de cette collaboration a fait de Werner Mantz l'un des photographes d'architecture les plus recherchés de son époque. Il a ainsi travaillé pour Peter Franz Nöcker (de), Georg Falck (de), Wilhelm Kreis, Hans Heinz Lüttgen (de), Bruno Paul, Hans Schumacher (de), et fut sous contrat avec le cabinet d'architectes Riphahn (de) & Grod (de). À partir de 1927, ses clichés paraissent dans les revues Bauwelt, Die Form, Bauwarte, Wasmuths Monathefte für Baukunst, Moderne Bauformen et Zentralblatt der Bauverwaltung.
Plusieurs architectes de renom, dont Clemens Klotz (de), Erich Mendelsohn, Helmuth Wirminghaus (de), Frits Peutz (en), Teun Swinkels et Jos Wielders (nl) ont tenu à ce que leurs bâtiments soient photographiés par Mantz. Par exemple, classé monument national des Pays-Bas depuis 1995, le Glaspaleis conçu par Frits Peutz en 1934 à Heerlen a d'abord été photographié par Mantz.

## Expositions
L'œuvre de Werner Mantz a été redécouvert dans les années 1970, alors qu'il avait déjà arrêté son activité de photographe. Lors de l'exposition Von Dadamax zum Grüngürtel. Köln in den zwanziger Jahren à Cologne en 1975, Mantz a été placé aux côtés d'August Sander, Hannes Maria Flach (de) et Raoul Ubac.
Premier découvreur de Mantz dans les années 1970, Rudolf Kicken (de) a exposé les clichés dans sa galerie en 1976, 1982 et 1989 ; des œuvres de la collection d'Annette et Rudolf Kicken ont été données au musée Städel de Francfort-sur-le-Main en 2013, où elles ont été exposées en 2014.
En 1977, des photos de Mantz sont présentées à la documenta 6 de Kassel, mais c'est le Rheinisches Landesmuseum Bonn, en 1978, qui organise la première rétrospective consacrée au photographe, suivie d'une autre à Cologne en 1982. En 2009 a lieu l'exposition « Werner Mantz – Licht op Limburg », photos et films 1932-1972 au Musée du Limbourg de Venlo, et en 2010 Lich, Luff un Bäumcher à Cologne, avec les photographies des grands ensembles de logements sociaux de la société immobilière GAG prises par Werner Mantz et Hugo Schmölz. Une exposition sur le même thème a lieu en 2015-2016,.
En 2016, des œuvres de Mantz ont été exposées à la Galerie Kleinschmidt de Wiesbaden.
En 2017-2018, l'exposition « Architekturen und Menschen » s'est tenue au musée Ludwig de Cologne, en coopération avec le musée de la photographie des Pays-Bas de Rotterdam.
À l'initiative de la Fondation Mantz, le musée des Bons-Enfants de Maastricht a consacré en 2022 une grande rétrospective à Werner Mantz et a présenté pour la première fois l'ensemble de son œuvre ; un catalogue de 320 pages a été publié pour accompagner l'exposition (cf. Bibliographie : The Perfect Eye, 2022).
Des photographies de Werner Mantz sont dans les collections de nombreux musées : musée Folkwang, Moderna Museet, Rheinisches Landesmuseum Bonn, musée Ludwig, musée Städel, Victoria and Albert Museum, musée d'Art de l'université de Princeton, musée d'Art de La Nouvelle-Orléans, Université du Nouveau-Mexique, entre autres.

## Fondation Werner Mantz
La Fondation Werner Mantz a été créée en 1989 par William Graatsma, directeur de l'Académie Jan van Eyck à Maastricht. Son objectif était de promouvoir la photographie en noir et blanc prise à la lumière naturelle. Les lauréats ont été Thomas Struth (1990), Rineke Dijkstra (1994), Kim Zwarts (1997) et Gosbert Adler (2001).

#### Photographies
- « Architecture – Werner Mantz », sur vagabond-des-etoiles.com (consulté le 27 mars 2025)
- (en) « Werner Mantz, Works », sur moma.org (consulté le 27 mars 2025)
- « Werner Mantz, photographe », sur centrepompidou.fr (consulté le 27 mars 2025)
- « Werner Mantz », sur artnet.fr (consulté le 27 mars 2025)
- (en) « Getty Museum Collection. Werner Mantz », sur getty.edu (consulté le 27 mars 2025)
- (de) « Greven Archive Digital. Mantz, Werner », sur greven-archiv-digital.de (consulté le 27 mars 2025)
- (de) « Werner Mantz, Werke und Werkteile », sur bildindex.de (consulté le 27 mars 2025)

#### Notices d'autorités
- Notices d'autorité :   - VIAF
  - ISNI
  - IdRef
  - LCCN
  - GND
  - Pays-Bas
  - Israël
  - WorldCat